# Bergshamra
Bergshamra es una localidad situada en la municipalidad de Norrtälje, provincia de Estocolmo, Suecia. Tiene un área de 1,6 km² y una población de 749 habitantes (2010).